# ادگار فیلد
ادگار فیلد (به انگلیسی: Edgar Field) بازیکن فوتبال زادهٔ ۲۹ ژوئیه ۱۸۵۴ اهل کشور انگلستان که سابقهٔ بازی در تیم ملی فوتبال انگلستان را در کارنامهٔ خود دارد. وی در تاریخ ۴ مارس ۱۸۷۶ نخستین بازی ملی خود را در مقابل تیم ملی فوتبال اسکاتلند انجام داد و با حضور در ۲ بازی ملی، در تاریخ ۱۲ مارس ۱۸۸۱ واپسین بازی ملی‌اش را در برابر تیم ملی فوتبال اسکاتلند برگزار کرد.